# Endeis clipeata
Endeis clipeata är en havsspindelart som först beskrevs av Möbius, K. 1902.  Endeis clipeata ingår i släktet Endeis och familjen Endeididae. Inga underarter finns listade i Catalogue of Life.